# TATTOO HEARTS
『TATTOO HEARTS』（タトゥーハーツ）は、加治佐修による日本の漫画作品。加治佐の初連載作で、刺青を題材にした特殊能力バトルを物語の中心としている。2011年5月から漫画配信サイトマンガ図書館Zで無料配信されている。

## あらすじ
針治療と間違えて彫り師の店に入ってしまった莫山は、店の少女・花音に客と間違えられて背中に刺青を施される。しかし、その刺青に使用された墨は、墨をいれた者に不思議な力を与えるタトゥーハーツの墨であった。それ以降、莫山はタトゥーハーツを回収して世界の修正を企む墨文族の末裔に命を狙われることになる。

## 世界観

### タトゥーハーツ
「血墨（けつぼく）」と呼ばれる墨で刺青を入れることで、「タトゥーハーツ」と呼ばれる様々な特殊能力を発揮することができるようになる。タトゥーハーツの力を持つ者には、生物の絵柄にその人物を象徴する漢字一文字を組み合わせた刺青が入れられている。タトゥーハーツの力を持った者の血液を抜き取り精製することで、血墨に還元される。

### 墨文族（モウウェンぞく）
大昔にタトゥーハーツを生み出した一族で、タトゥーハーツの力を使って弱者を守り、平和を築いてきた。しかし、タトゥーハーツの力を求める者達によって世の中は乱れ、墨文族は歴史の表舞台から姿を消してひっそりと暮らすようになる。

### 真墨文族（しんモウウェンぞく）
墨文族の末裔の中から、タトゥーハーツの力を世界を支配するために利用しようと考えた一派が出現し、彼らが真墨文族となった。世界中に散らばったタトゥーハーツを回収する「回収隊」と、各地域への侵略を実行する「修正隊」が存在する。タトゥーハーツの力を持つ者が数多く所属している。

## 登場人物

### 主要人物
莫山（ばくざん）
本作品の主人公。職業は廃材運びで、廃バスに住んでいる。タトゥーハーツの力を獲得し、墨文族から命を狙われることになる。育ての親である祖母から粋な男になれと言われたことから、粋でないことを何よりも嫌う。トラブルメーカーであり、善意でした行為がことごとく裏目にでるため、疫病神のあだ名を持つ。それらのトラブルが原因でマスターや文吾には借金があるが、大怪我で病院に運ばれた時には周囲の人間が心配して駆けつけるなど、周囲からの人望はある。鼻が弱いために白いマスクを装着しているが、きちんと装着してることは滅多にない。
刺青の図柄は獅子牡丹、文字は「粋」。タトゥーハーツを獲得した始めの頃は身体能力を強化させるくらいの力しか発揮できなかったが、後に相手のタトゥーハーツを消去する「心力（シンリー）」に目覚める。この能力は使用するたびに使用者の生命にかかわる負担がかかり、背中に彫られた牡丹の刺青がその肩代わりをしている。能力を使用すると牡丹の刺青が消えて使用者本人の生命への危険がおよぶので、定期的に刺青を入れ直す必要がある。
花音（かのん）
刺青屋・彫花（ちょうか）で、亡くなった父親の後を継いで彫り師をしている少女。経営は赤字で常に借金苦に苛まれている。父親の遺した墨がタトゥーハーツの血墨であることを知らずに、その血墨で莫山の背中に刺青を入れた。血墨を狙いに来た真墨文族の刺客と莫山との争いに巻き込まれて店を破壊される。以後、莫山の家に住むことになる。
梁じい（りょうじい）
花音の父親の代から彫花の経理を担当している老人。片眼鏡をかけている。
千里（せんり）
タトゥーハーツの生き残り。共に戦った仲間が全て死んだことと持病の悪化から抵抗の無意味を悟り、人目を避けて穏やかに暮らそうとしていた。しかし、莫山と出会ったことにより心を動かされ、戦いに協力するようになる。ハチという名前の犬を飼っている。お茶が好き。刺青の図柄は氷姫、文字は「静」。水あるいは大気中の水分を凍らせることが可能であり、掌で触れたものを凍結させる「氷結掌（ひょうけつしょう）」や、霧を発生させて視界を遮る「白塵（はくじん）」などの技を使う。

### 真墨文族

#### 回収隊
空哉（くうや）
莫山のタトゥーハーツを狙って現れた男。オールバックにヘアバンドを装着している。刺青の図柄は双燕、文字は「快」。高速で移動することができる。得意技は高速の移動によって生じた空気の渦で相手を攻撃する「回天燕舞（かいてんえんぶ）」である。
張（ちょう）
空哉に付き従っている。右腕に装着した爪で戦う。莫山と戦った際に、回収リストを花音に奪われる。

#### 修正隊
ハルナ
修正隊のリーダー的存在で、長い前髪を垂らしている。タトゥーハーツの能力者で、刺青の図柄は食人草（マンイーター）、文字は「戯」。強酸で触れたものを溶かすことができ、「酸の爪（アシッド・クロウ）」という技を使う。莫山・千里と戦った際に右足を失い、莫山に対して復讐を誓う。
黄雅（こうが）
長髪で髪をポニーテールのように束ねている男。亢龍刀（こうりゅうとう）という刀を所持している。刺青の図柄は火龍、文字は「雅」。亢龍刀と共に火を自在に扱い、爆炎で相手を粉砕する「火砕（かさい）」、刀を地面に叩き付けて炎を吹き出す「吹炎斬（すいえんざん）」、3匹の炎の龍を飛ばす「火焔龍（かえんりゅう）」などの技を使う。タトゥーハーツの力を使う度に上着が燃えるので、上着のスペアをたくさん持っている。
万尊（まんそん）
レゲエ帽子にサングラスをかけている。刺青の図柄は鉄亀、文字は「頑」。体を頑丈にしてどんな衝撃も受け止めることができる。また、頑丈な身体で相手を締め付ける「万年絞（まんねんこう）」という技を使う。
沙羅（さら）
切れ目でにやけた表情をしている。刺青の図柄は雷蛇、文字は「痺」。発電することが可能であり、所持している鞭で相手を拘束した後に電流を流す「蛇咬鞭（じゃこうべん）」という技を使う。鞭を所持しているが、本人はサディズムの趣味は無いと主張している。
鈍（どん）
SMで使用されるようなマスクを着用しており、普段から何を考えているのかよく分からない。刺青の図柄はナマズ、文字は「呆」。地響きを起こして地面を割り、割れた岩で相手を圧殺することができる。

### 町の住人
マスター
スター食堂のマスター。オネエ言葉で話す。
ユカ
マスターの姪でスター食堂の看板娘。住み込みで働いている。
文吾（ぶんご）
修理屋。態度は大きいが腕はいい。
サンペー
文吾の助手。子供ながらトラックを運転できる。

## 単行本
1. ISBN 4-0887-3485-8 / ISBN 978-4-0887-3485-9
2. ISBN 4-0887-3509-9 / ISBN 978-4-0887-3509-2